# Tala (Zypern)
Tala (griechisch Τάλα) ist eine Gemeinde im Bezirk Paphos in der Republik Zypern. Bei der Volkszählung im Jahr 2021 hatte sie 3100 Einwohner.

## Lage und Umgebung

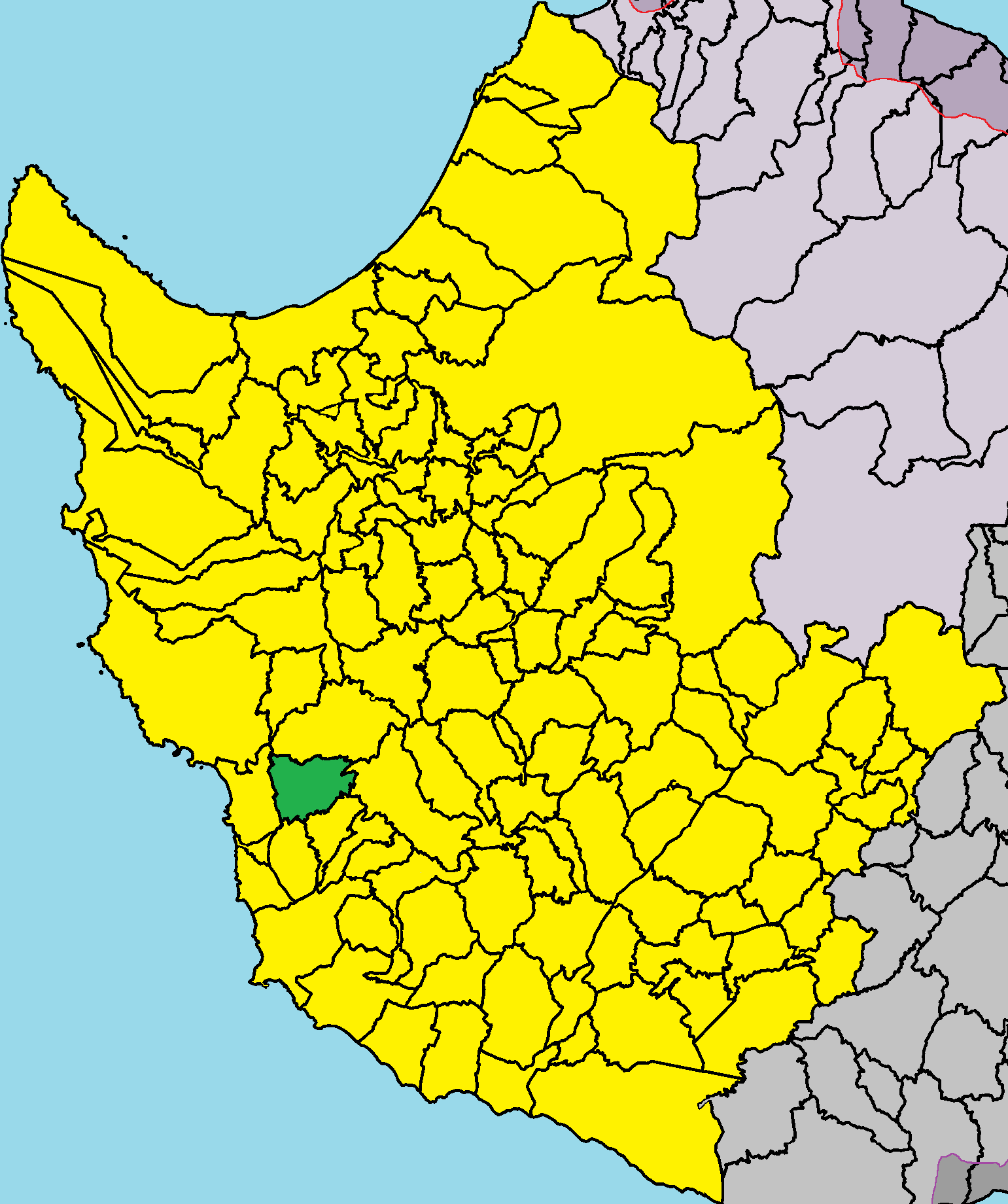
Lage im Bezirk Paphos

Tala liegt im Westen der Mittelmeerinsel Zypern auf einer Höhe von etwa 280 Metern, etwa 11 Kilometer nördlich von Paphos, 73 Kilometer nordwestlich von Limassol und 160 Kilometer südwestlich von Nikosia. Das 9,23505 Quadratkilometer große Dorf grenzt im Norden an Kili, im Osten an Tsada, im Süden an Tremithousa und Emba und im Westen an Kissonerga. Das Dorf kann über die Straßen E707 und F715 erreicht werden.
Die durchschnittliche jährliche Niederschlagsmenge beträgt etwa 520 Millimeter. Es werden Weinreben (Tafel- und Weinsorten), Zitrusfrüchte (Orangen- und Zitronenbäume), Johannisbrotbäume, Oliven, Mandeln, Walnüsse, Getreide, Zierpflanzen, Gemüse und einige Bananenstauden angebaut. Geologisch betrachtet wird das Gemeindegebiet vom Schwemmland der Terrassen, den Ablagerungen der Lefkara-Formation (Kreide, Mergel und Keratolithe), den Ablagerungen der Pachnas-Formation (wechselnde Kreideschichten, Mergel und Sandsteine), den kontinentalen Kalksteinen der Terra-Formation und den Ablagerungen der Mammonia-Formation dominiert. Auf diesen Gesteinen entstanden Kalkböden, Terra rossa und Böden der Mamonia-Formation.

## Geschichte
Südlich von Tala gibt es Hinweise auf eine archäologische Stätte aus prähistorischer Zeit.
Es wurde erstmals in einem venezianischen Katalog von 1523 erwähnt. Während der fränkischen Herrschaft gehörte es als Lehen den fränkischen Familien Flatron und DʼAvila. Von DʼAvila erhielt es seinen Namen aufgrund einer Verfälschung des Familiennamens.

### Bevölkerungsentwicklung
Die folgende Tabelle zeigt die Bevölkerung des Dorfes, wie sie in den in Zypern durchgeführten Volkszählungen erfasst wurde.
| Jahr      | 1881 | 1891 | 1901 | 1911 | 1921 | 1931 | 1946 | 1960 | 1976 | 1982 | 1992 | 2001 | 2011 | 2021 |
| Einwohner | 276  | 274  | 325  | 331  | 342  | 296  | 409  | 373  | 403  | 416  | 730  | 1595 | 2695 | 3100 |